# Robert Hungley
Jean Robert Yvan Hungle, né le 15 février 1957, est un homme politique mauricien. Il est le 7e vice-président de Maurice sous la présidence de Dharam Gokhool depuis 2024.
Membre du Mouvement militant mauricien depuis 1975, Hungley est membre du comité central et du politburo du MMM. Il est membre du conseil municipal de Beau Bassin-Rose Hill 1995 à 2005 et maire de 2004 à 2005.

## Jeunesse
Jean Yvan Robert Hungley né à Rose Hill, dans l'île Maurice britannique, le 15 février 1957. Il était le deuxième aîné de huit enfants. Son père était un ouvrier de chantier naval et sa mère était une militante. Il a fait ses études dans les écoles primaires et secondaires de Rose Hill. Il a participé aux manifestations étudiantes mauriciennes de 1975 à la recherche d'une éducation gratuite. Hungley a travaillé dans l'industriedes transitaires.

## Carrière
Hungley rejoint le Mouvement militant mauritien (MMM) en 1975. Il  devient membre du politburo du MMM en 2015, et est membre de son comité central. Il a été secrétaire général adjoint du MMM.
Hungley a siégé au conseil municipal de Beau Bassin-Rose Hill de 1995 à 2005, et en tant que maire de 2004 à 2005. Hungley s'est présenté sans succès à un siège à l'Assemblée nationale de la 18e circonscription aux élections de 2010 et de la 4e circonscription aux élections de 2019.
Le Premier ministre Navin Ramgoolam a nommé Hungley au poste de vice-président de Maurice le 6 décembre 2024, et la nomination de Hungley a été approuvée par l'Assemblée nationale sans opposition. Il a prêté serment le 7 décembre[réf. souhaitée].